# Jarosław Macała
Jarosław Edward Macała (ur. 5 stycznia 1964 w Obornikach Śląskich) – polski historyk i politolog.

## Życiorys
Absolwent Instytutu Historycznego Uniwersytetu Wrocławskiego (1987), gdzie także w 1993 uzyskał doktorat pod kierunkiem prof. Wojciecha Wrzesińskiego.
Od 1998 roku jest pracownikiem naukowym Instytutu Politologii Uniwersytetu Zielonogórskiego. W swoich badaniach początkowo skupiał się na badaniach nad mniejszością niemiecką w Polsce, zwłaszcza w okresie międzywojennym. Interesował się również działalnością Kościoła katolickiego w Polsce, a także katolicką nauką społeczną. W ostatnich latach rozszerzył swoje zainteresowania na polską myśl polityczną, problemy religii we współczesnym świecie oraz geopolitykę.
Opublikował ok. 70 publikacji naukowych.
W 2004 habilitował się na Wydziale Humanistycznym Uniwersytetu Zielonogórskiego.

## Publikacje
- Duszpasterstwo a narodowość wiernych. Kościół katolicki w diecezji katowickiej wobec mniejszości niemieckiej 1922-1939, Wrocław-Katowice 1999
- Historia i polityka w XX wieku, pod red. J. Macały, Zielona Góra 2001
- Polska katolicka w myśli politycznej II RP, Zielona Góra 2004